# Billy Squier
William Haislip „Billy” Squier (ur. 12 maja 1950 w Wellesley) – amerykański muzyk rockowy, wokalista, kompozytor i instrumentalista. rock stadionowy. Jego największy przebój „The Stroke” pochodził z albumu Don't Say No (1981). Wylansował też takie piosenki jak „My Kinda Lover”, „In the Dark”, „Rock Me Tonite”, „Lonely Is the Night”, „Everybody Wants You” i „Emotions in Motion”. Współpracował z takimi wykonawcami jak Klaus Flouride, Queen, Sheila E. czy Ringo Starr.

## Życiorys
Urodził się w Wellesley, w stanie Massachusetts. W 1968 ukończył Wellesley High School. Kiedy dorastał, zaczął grać na pianinie i gitarze, ale nie zaczął poważnie z muzyką, dopóki nie odkrył grupy muzycznej John Mayall & the Bluesbreakers z Erikiem Claptonem. Kiedy Squier miał dziewięć lat, przez dwa lata pobierał lekcje gry na fortepianie, a jego dziadek przekupił go, aby kontynuował przez trzeci. Po tym, jak przestał brać lekcje gry na fortepianie, zainteresował się gitarą i kupił jedną od sąsiada za 95 dolarów. W 1971 krótko uczęszczał do Berklee College of Music.
W 1968 po raz pierwszy publicznie wystąpił w nocnym klubie w Bostonie przy Kenmore Square, zwanym Psychedelic Supermarket, gdzie zobaczył Erica Claptona i zespół Cream. W 1969 założył zespół Magic Terry & the Universe. Na początku lat 70. założył Kicks, w skład którego wchodził przyszły perkusista New York Dolls - Jerry Nolan. Następnie dołączył do The Sidewinders. W 1976 Squier opuścił grupę, tworząc zespół Piper, który wydał dwa albumy, Piper i Can't Wait.
W 1980 podpisał kontrakt z Capitol Records i wydał swój debiutancki solowy album The Tale of the Tape, gdzie na gitarze grał Bruce Kulick z Kiss i wspomagał Desmond Child. Płyta gościła trzy miesiące na liście albumów tygodnika „Billboard”. Piosenka „You Should Be High Love” - dla której Squier nakręcił skomplikowany teledysk - zyskała masową popularność w radiu.
Squier poprosił Briana Maya z Queen o pomoc w wydaniu drugiego albumu, Don't Say No. May odmówił z powodu konfliktów w harmonogramie, ale polecił Reinholdowi Mackowi, który wyprodukował jeden z albumów Queen, The Game. Album stał się hitem, a główny singiel „The Stroke” stał się hitem na całym świecie, trafiając do pierwszej 20. w USA i osiągając 5. miejsce w Australii. „In The Dark” i „My Kinda Lover” były udanymi singlami. Squier stał się popularny w nowym kanale telewizji kablowej MTV, a także w radiu Album Rock. Don't Say No dotarł do pierwszej piątki i przetrwał ponad dwa lata na liście albumów magazynu „Billboard”, ostatecznie sprzedając ponad 4 mln egzemplarzy w samych Stanach Zjednoczonych.
23 lipca 1982 ukazał się trzeci album Emotions in Motion i odniósł niemal taki sam sukces, jak Don't Say No. Okładkę zaprojektował Andy Warhol. Tytułowy utwór albumu, na którym Squier dzielił wokale z frontmanem Queen, Freddiem Mercurym i perkusistą Rogerem Taylorem, był popularnym teledyskiem MTV, ale największym hitem albumu był „Everybody Wants You”, który zajął pierwsze miejsce na liście Billboard Album Rock Tracks przez 6 tygodni i osiągnął 32. miejsce na Hot 100. W tym samym roku nagrał piosenkę „Fast Times (The Best Years of Our Lives)” do filmu  Amy Heckerling Beztroskie lata w Ridgemont High.
W 1984 wydał kolejny album Signs of Life, który w sierpniu 1984 był numerem 1 na liście albumów Rock Tracks. Pierwszy singiel „Rock Me Tonite” trafił na 15. miejsce Hot 100. Teledysk do tego utworu wyreżyserował i opracował choreografię Kenny Ortega. Pokazuje Squiera budzącego się w łóżku z satynową, pastelową pościelą, a potem tańczącego wokół łóżka, kiedy się ubiera, i ostatecznie zakłada różowy podkoszulek na białą koszulę. Na zakończenie opuszcza pokój z różową gitarą, aby dołączyć do swojego zespołu podczas wykonywania piosenki. Sam Squier i inni obserwatorzy uważają, że jego homoerotyzm zraził znaczną część jego fanów (w tym czasie głównie nastoletnich chłopców) i zrujnował jego karierę.
W 2002 ożenił się z Nicole Schoen, zawodową niemiecką piłkarką.

## Dyskografia
- The Tale of the Tape (1980)
- Don't Say No (1981)
- Emotions in Motion (1982)
- Signs of Life (1984)
- Enough Is Enough (1986)
- Hear & Now (1989)
- Creatures of Habit (1991)
- Tell the Truth (1993)
- Happy Blue (1998)